# Ironus colourus
Ironus colourus is een rondwormensoort uit de familie van de Ironidae.